# Karl Lilienfeld
Karl Lilienfeld  (Leipzig, 14 september 1885 - Cademario, 1 augustus 1966) was een Duits kunsthistoricus en kunsthandelaar.

## Leven
Lilienfeld volgde tot 1905 de Thomasschule in Leipzig  en studeerde kunstgeschiedenis aan de Universiteit Leipzig, de Universiteit van Halle en aan de Universiteit van Berlijn bij Adolph Goldschmidt. Na zijn afstuderen werd hij assistent van Cornelis Hofstede de Groot te Amsterdam.
In 1911 werd hij adjunct-directeur van de Koninklijke Beeldengalerij  in het Mauritshuis in Den Haag. Hij werkte in 1912 in Leipzig voor de Kunstverein. In 1914 assisteerde hij Herman Voss voor een catalogus van de collectie van de brouwer Josef W. J. Cremer (1845-1938). Na de Eerste Wereldoorlog trouwde hij met Violette Lechesne. In 1926 werd hij directeur van de Galerie van Diemen in New York, later de Van Diemen-Lilienfeld Galleries. Hij specialiseerde zich in oude meesters zoals Hals en Rubens, Franse impressionisten en Duitse expressionisten. In 1930 trouwde hij met Margarete Pohl en vestigde zich permanent in New York. 
Hij was een neef van de Duits-Nederlandse kunsthistoricus Horst Gerson.

## Publicaties
Met De Groot publiceerde  hij de heruitgave van de Catalogue Raisonné of the Works of the Most Eminent Dutch, Flemish and French Painters van John Smith, bekend onder de naam Beschreibendes und kritisches Verzeichnis. Hij schreef artikelen voor het Allgemeine Künstlerlexikon "Thieme-Becker". In 1914 schreef hij een monografie over Arent de Gelder.  
- Beschreibendes und kritisches Verzeichnis, naar het voorbeeld van John Smith. Deel 5, 6, 7. Paul Neff, Esslingen 1912, 1915, 1918.
- Arent de Gelder: sein Leben und seine Kunst. Martinus Nijhoff, Den Haag 1914.